# Centro Botín

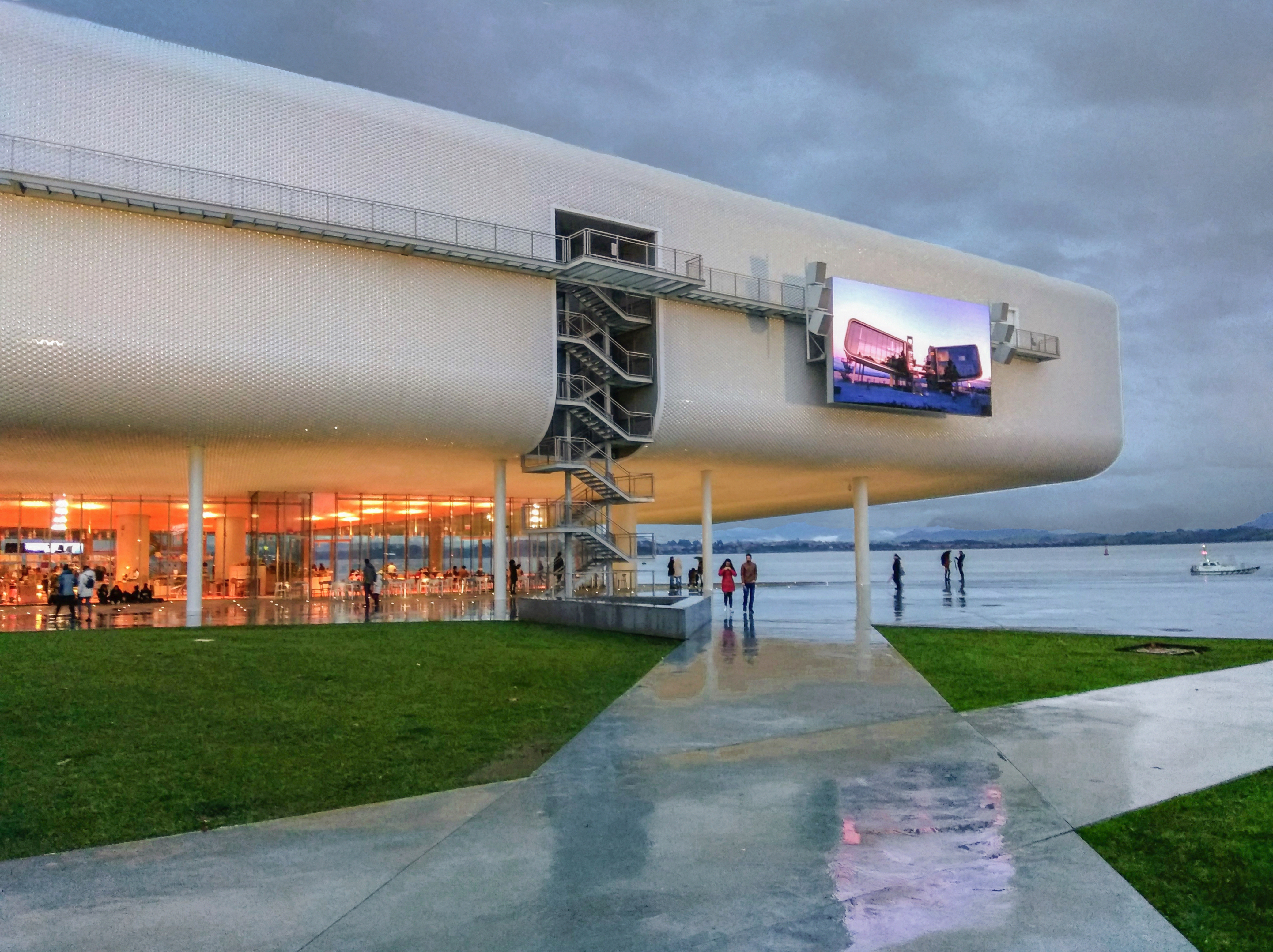
Het museum met kunstlicht

Het Centro Botín is een museum voor moderne kunst en een cultureel centrum in de havenstad Santander. Het gebouw is ontworpen door de architect Renzo Piano. Het museum is een initiatief van de Fundación Botín. De bouw begon in 2012 en op 23 juni 2017 vond de officiële opening plaats. De bouwkosten bedroegen ongeveer € 100 miljoen.

## Stichting Botín
De familie Botín is de oprichter van Banco Santander en de familie heeft nog altijd een fors aandelenpakket in deze beursgenoteerde bank. Al vier generaties is de familie voorzitter van de bank en sinds 2014 staat de bank onder leiding van Ana Botín, de oudste dochter van Emilio Botín die in 2014 overleed.
De Fundación Botín is een familiestichting opgericht in 1964 door Marcelino Botín. Oorspronkelijk was de stichting actief in Cantabrië, maar in de rest van Spanje en in het buitenland is de stichting ook actief geworden. De stichting heeft tot doel bij te dragen aan maatschappelijke ontwikkeling door creatief talent te ontdekken en te bevorderen zodat culturele, sociale en economische waarden worden gecreëerd.

## Beschrijving van het gebouw
Het gebouw staat op de Albareda Pier naast het Pereda park. Voorheen vertrokken vanaf deze plek veerboten naar Engeland. De weg die hier vroeger liep is verlegd en verhuisd naar een tunnel. Centro Botín ligt direct aan de kademuur en steekt zelfs boven het water uit.
Het museum bestaat uit twee gebouwen die van bovenaf op een hoofdletter "D" lijken. De bouwdelen hebben elk verschillende afmetingen en functies, maar een vergelijkbare vorm. In de grootste van de twee is het museum en in het andere gebouw zijn er kantoren en zalen en op het dak is een uitkijkpunt over de stad en haven. De twee gebouwen zijn verbonden via open trappen en loopbruggen. Beide gebouwen staan op pilaren en geeft daarmee een zwevende indruk. 
De totale oppervlakte bedraagt bijna 7000 m². Het museum heeft een expositieruimte van 2500 m² verdeeld over twee verdiepingen. Op de begane grond is een restaurant en de museumwinkel. De begane grond is volledig omzoomd met glas, Penzo Piano wil zo de vrije zichtlijn tussen de stad en de baai niet blokkeren. Het oostelijk deel heeft een collegezaal en klaslokalen die worden gebruikt voor culturele doeleinden, lezingen en seminars.
De gevel is bedekt met ongeveer 280.000 heldere, halfronde keramische tegels die het daglicht reflecteren. Elk deel van het gebouw heeft grote glasvlakken aan de voorzijden aan het water en aan de landzijde, die veel licht binnenlaten en de lichtheid van de constructie van buitenaf benadrukken.